# Куцокрил сичуанський
Куцокри́л сичуанський (Locustella chengi) — вид горобцеподібних птахів родини кобилочкових (Locustellidae). Ендемік Китаю. Вид був описаний у 2015 році за результатами молекулярно-філогенетичного дослідження. Вид названий на честь китайського орнітолога Чжена Цзосіня

## Опис
Довжина птаха становить 13 см. Верхня частина тіла і крила яскраво-сірувато-коричневі. Від дзьоба до очей ідуть сірувато-білі смуги, навколо очей сірувато-білі кільця. Горло білувате, груди світло-сірувато-коричневі, дещо більш темні з боків, легко поцятковані темними плямками на переході від грудей до горла. Боки яскраво-сірувато-коричневі, живіт білуватий з сірувато-жовтим відтінком. Гузка сірувато-коричневі, пера на ній мають сірувато-білі кінчики. Дзьоб чорний, знизу дещо світліший, сірий. Лапи світло-сіро-рожеві. Очі темні, сірувато-карі. Виду не притаманний статевий диморфізм. У молодих птахів верхня частина тіла темна, іржасто-коричнева, обличчя темно-коричневе, груди темно-сірувато-коричневі, решта нижньої частини тіла піщано-жовта, боки і гузка іржасто-коричневі, пера на гузці мають світлі кінчики. Смуги і плями на обличчі і горлі відсутні.

## Поширення і екологія
Сичуанські куцокрили мешкають в горах Центрального Китаю, в провінціях Сичуань, Шеньсі, Гуйчжоу, Хубей, Хунань і Цзянсі. Вони живуть в субтропічних лісах і рідколіссях з густим трав'яним і папоротевим підліском, на галявинах і на чайних плантаціях. Зустрічаються на висоті від 1000 до 2275 м над рівнем моря. В Сичуані і на північному сході Цзянсі, де іржасті і сичуанські куцокрили зустрічаються симпатрично, іржасті куцокрили зустрічаються на висоті понад 1850 м над рівнем моря, а сичуанські куцокрили — переважно на висоті до 1900 м над рівнем моря. Сичуанські куцокрили живляться комахами.